# ダグラス郡 (ワシントン州)
ダグラス郡（Douglas County）は、アメリカ合衆国ワシントン州の郡である。人口は4万2938人（2020年）。郡庁所在地はウォータービルで、最大都市はイーストワナッチーである。名称は政治家スティーブン・ダグラスから来ている。

## 地理
アメリカ合衆国統計局によると、この郡は総面積4,788 km2 (1,849 mi2) である。このうち4,715 km2 (1,821 mi2) が陸地で73 km2 (28 mi2) が水地域である。総面積の1.52%が水地域となっている。

### 地理的特徴
- コロンビア川

### 主要高速道路
- アメリカ国道2号線
- アメリカ国道97号線

### 隣接する郡
- オカノガン郡 - 北
- グラント郡 - 南
- キッティタス郡 - 南西
- シェラン郡 - 西

## 人口動勢
2000年国勢調査で、この郡は人口32,603人、11,726世帯、及び8,876家族が暮らしている。人口密度は7/km2 (18/mi2) である。3/km2 (7/mi2) の平均的な密度に12,944軒の住居が建っている。この郡の人種的構成は白人84.65%、アフリカン・アメリカン0.31%、先住民1.09%、アジア0.55%、太平洋諸島系0.10%、その他の人種10.83%、及び混血2.48%である。人口の19.73%がヒスパニックまたはラテン系である。
この郡内の住民は29.50%が18歳未満の未成年、18歳以上24歳以下が8.20%、25歳以上44歳以下が27.30%、45歳以上64歳以下が22.40%、及び65歳以上が12.70%にわたっている。中央値年齢は36歳である。女性100人ごとに対して男性は98.20人である。18歳以上の女性100人ごとに対して男性は96.00人である。
この郡内の世帯ごとの平均的な収入は38,464米ドルであり、家族ごとの平均的な収入は43,777米ドルである。男性は35,917米ドルに対して女性は24,794米ドルの平均的な収入がある。この郡の一人当たりの収入 (per capita income) は17,148米ドルである。人口の14.40%及び家族の11.20%は貧困線以下である。全人口のうち18歳未満の21.00%及び65歳以上の6.90%は貧困線以下の生活を送っている。

## 都市及び町
- イーストウェナッチー
- ウォータービル（郡庁所在地）
- ブリッジポート
- マンスフィールド
- ロックアイランド
- Coulee Dam
- East Wenatchee Bench